# Notomys amplus
Notomys amplus  (Brazenor, 1936) è un roditore della famiglia dei Muridi un tempo diffuso in Australia.

## Descrizione

### Dimensioni
Roditore di piccole dimensioni, con la lunghezza della testa e del corpo di 145 mm, la lunghezza della coda tra 155 e 160 mm, la lunghezza del piede tra 40 e 43 mm, la lunghezza delle orecchie di 35 mm e un peso fino a 100 g.

### Aspetto
Le parti superiori sono bruno-dorate, mentre le parti inferiori biancastre con la base dei peli grigia. La coda è più lunga della testa e del corpo, marrone sopra e biancastra sotto e con un ciuffo biancastro all'estremità. Le femmine hanno una distinta ghiandola golare.

## Distribuzione e habitat
Questa specie è conosciuta da due esemplari catturati nel Territorio del Nord nel 1896 e da alcuni resti ritrovati nell'Australia Meridionale.

## Conservazione
La IUCN Red List, considerato che l'ultima osservazione risale al 1896, classifica Notomys amplus come specie estinta (EX).